# 西門紅樓
西門紅樓，位於臺灣臺北市萬華區西門町，建築由近藤十郎設計，由八角樓與十字樓組成，日治時期原作為西門市場的室內市集；臺灣戰後時期八角樓作為演藝場所，今建物列臺北市定古蹟，作為文創場所與展演空間。

## 歷史

### 建立緣由

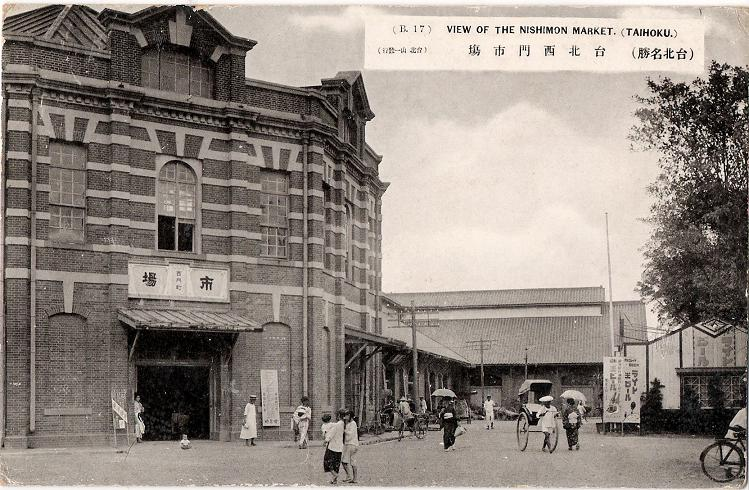
西門市場日治時期照片

西門町在清治時期，原為荒塚纍纍的墓區與沙質的番薯田，後劉銘傳開闢新起街，意由此地通往艋舺祖師廟。日治時期，臺北城被較早來臺灣的日本人住滿後，之後日本人便在西門地區覓地建築房屋，於1896年9月蓋起西門市場，成為臺灣新市場的濫觴。
當時臺北市的大稻埕、艋舺為臺灣人傳統的商業地帶，日本政府一爭鼎立之勢，著重主要供應聚居城內的內地籍移民日常生活百貨的西門市場。1906年，從東京帝國大學建築學科畢業的近藤十郎來到臺灣，便於1907年為西門市場設計新室內市集。因用地在墓區，日本政府於1908年3月7日發佈公告，要遺族向警局申報，否則視為無主的墳墓就遷葬至頂內埔墓地。1908年3月17日起到4月4日，共移出有主墳墓九百零五座，無主墳墓二千餘座。
新市集由最早被稱為「市場八角堂」的八角形建築體先完成，其次是鄰棟隨後完成的十字樓。工法是當時先進的鋼筋水泥灌漿構造法，並使用日本慣用的鐵閂絞螺絲法。1908年10月18日，開始正式經營。

### 建築特色
西門紅樓以十字型再添上八角的設計，此後就沒在近藤十郎的建築作品出現。對於此種設計是為驅邪避邪，李乾朗強調並無正式文獻記載近藤十郎有這種考量。
八角樓其外觀為每正立面八公尺，這設計是日治早期流行的紅磚造西方建築樣式。屋頂為鋼骨桁架有如雨傘骨般呈放射狀，內含圓型光源照射一樓。鋼桁架共十六組、架構件以鉚釘相接。占地面積四百一十二平方公尺。設有三個出入孔道，除前、後門外尚有一門直通十字樓。
十字樓內部走道主軸東西向長、南北向短，而這兩條主軸走道交叉之處並不在對稱的中點，而是較靠西面。南北兩側均緊臨廣場，讓人潮匯流出口有更大的空間。屋頂有有太子樓作為通氣。磚造壁體厚達四十九公分，運用基角放大的作法，藉由等距疊砌磚的扶壁撐起頂上的木屋架。屋架配置如拉丁十字形，結構所形成的幾近西洋教堂式的配置，近十五公尺的大跨距完全以加強磚造的承重牆與扶壁支撐，僅在十字交叉之處，由木構架下落十二根鐵柱著地，以支應其作為市場開放式平面之需。

#### 相關票選
2005年10月，臺北市政府新聞處舉辦市民票選「台北十大特色建築」活動，西門紅樓位列第七，與臺北101、美麗華摩天輪、中正紀念堂、圓山大飯店、總統府、國父紀念館、新光人壽大樓、中油大樓與臺北之家等建築齊獲選代表臺北市的特色建物，另有監察院廳舍與臺北市市政大樓則分別名列第十一、十二位。

### 早期營運

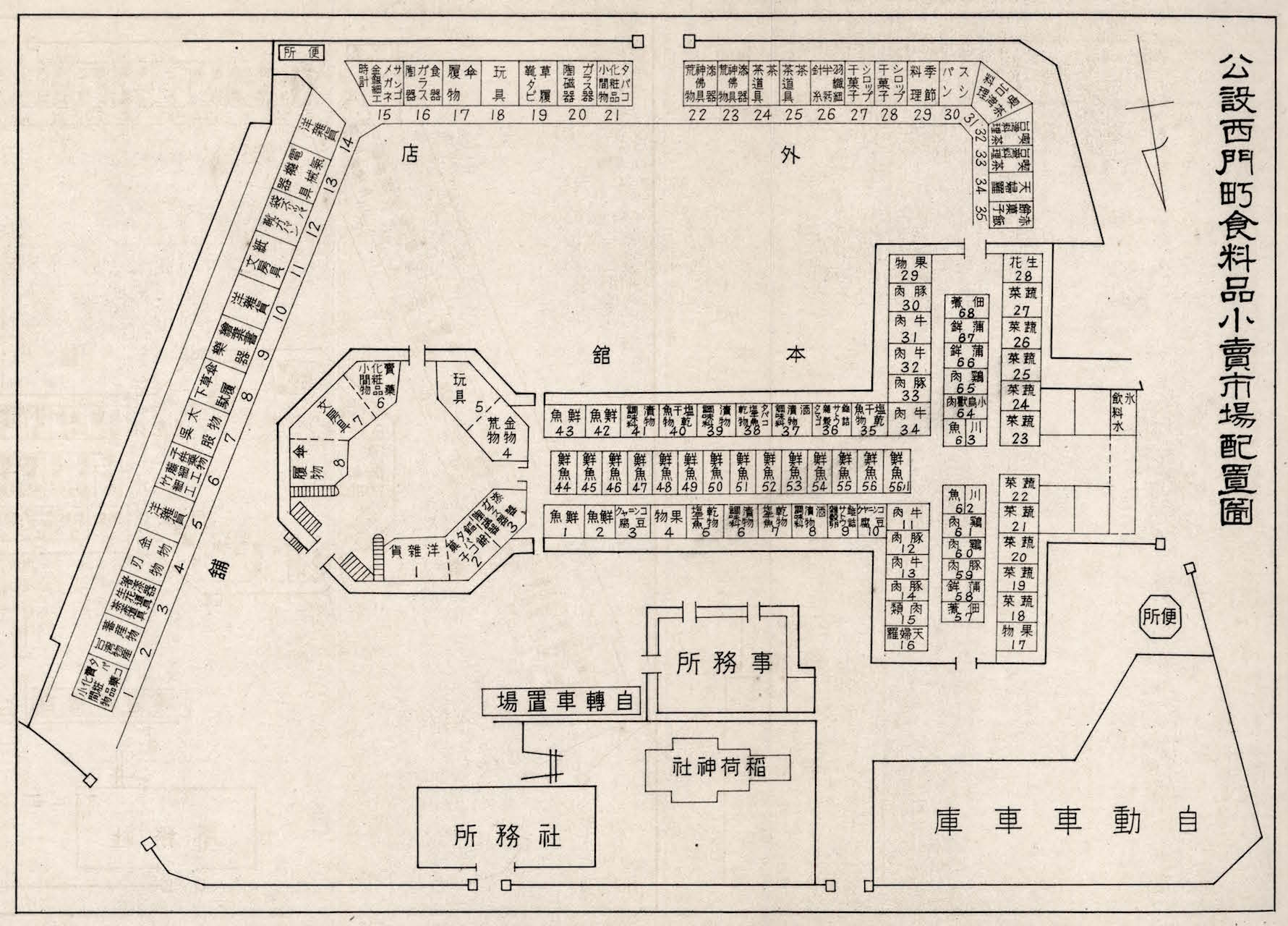
日治時期市場配置圖

最初，八角樓專賣高級日式食品雜貨、十字樓主要販售生鮮食物。

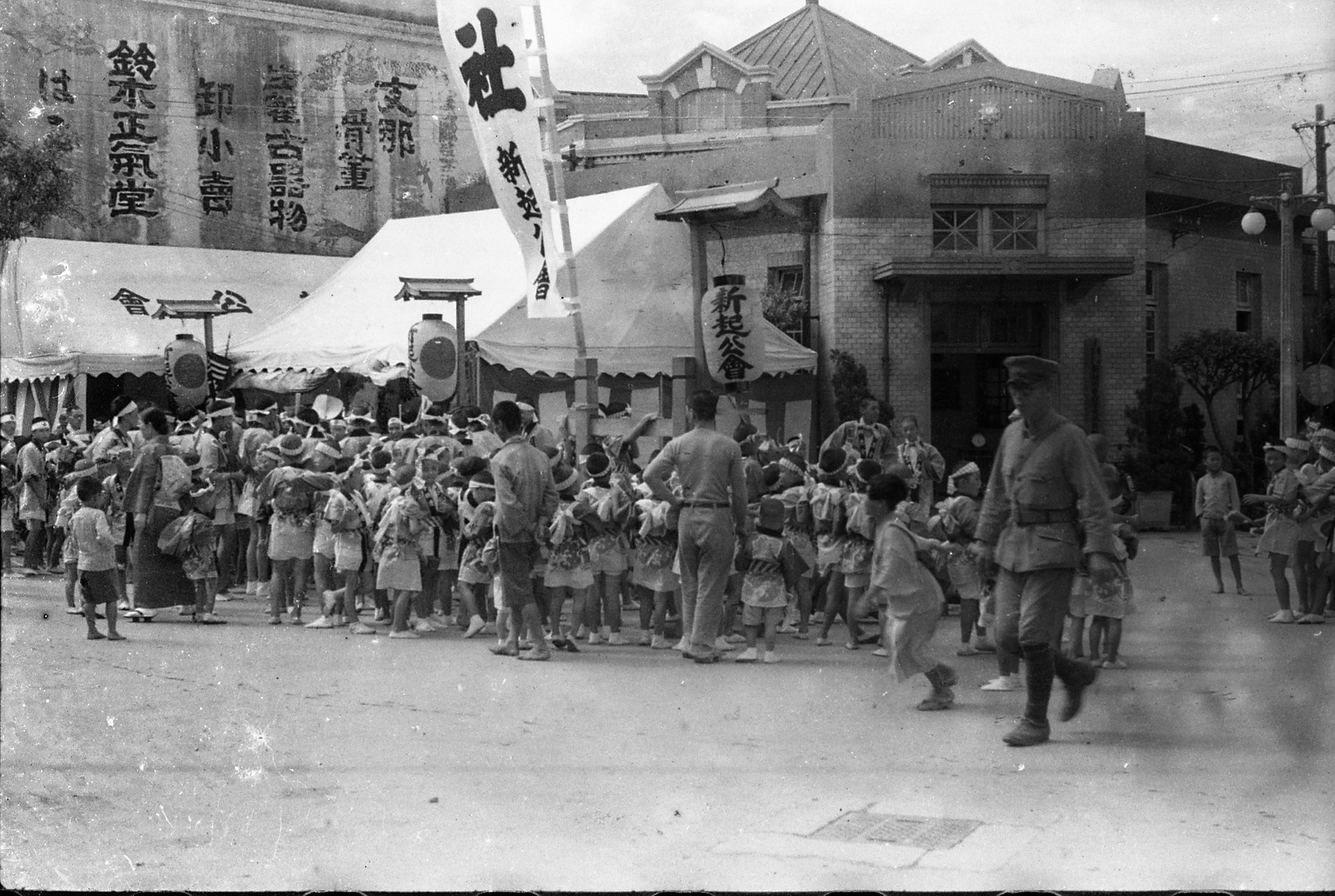
日治時期神社祭典（李火增攝）

日治時期，紅樓外側接達一長排日常用品樓、肉樓、魚樓。每年十二月，市場前後空地便搭起一排排棚屋，八角樓前還用草結繩做成日式大春聯，直到元旦過後，棚屋才拆除。對於臺灣人想要設攤有嚴格限制，必須先透過町會的町正保舉，還得加入當時的西門會，才能領有執照開業。

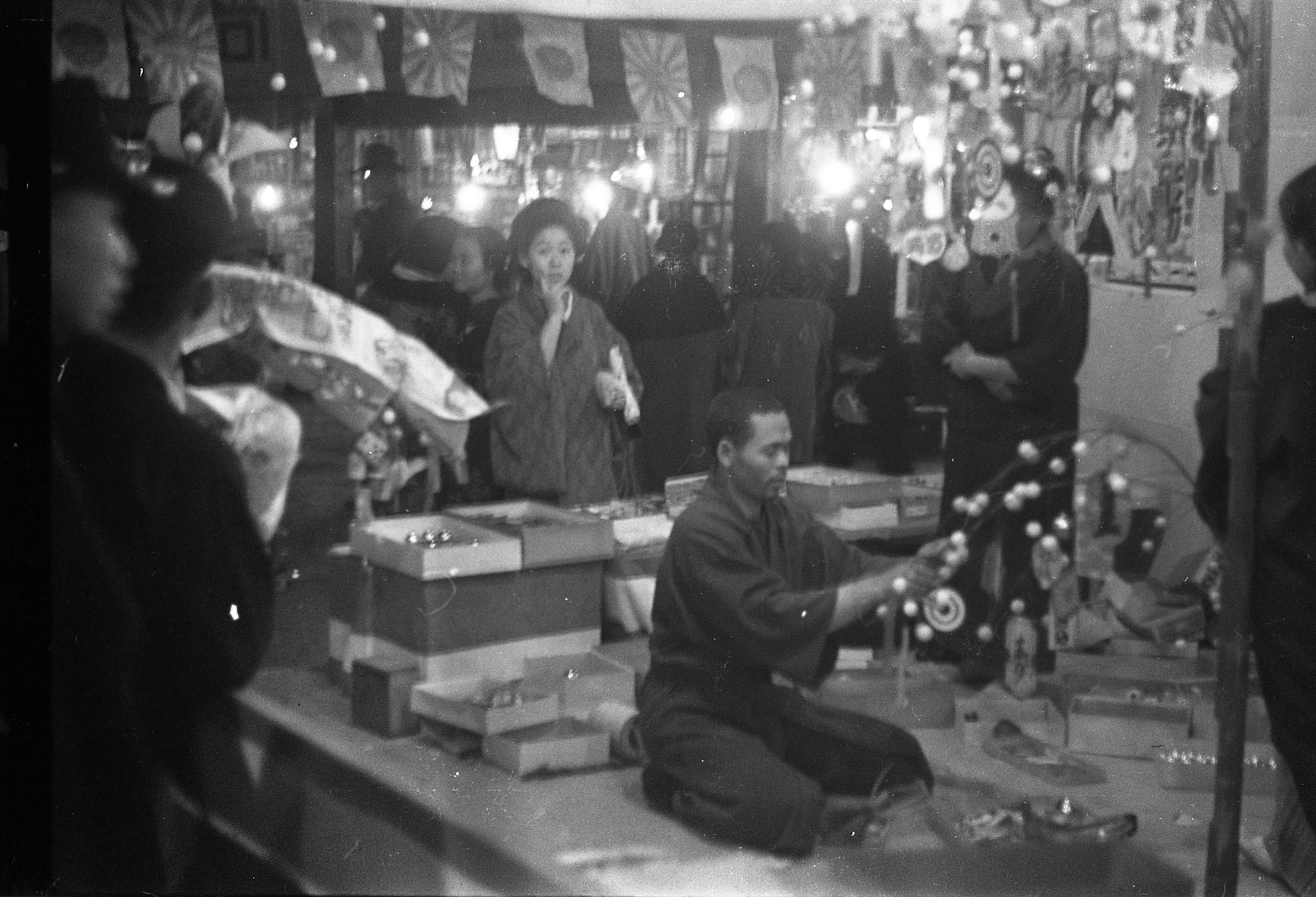
日治時期西門市場內（李火增攝）

#### 八角樓

##### 紅樓劇場
在1940年代末到臺北工作的紅樓經理楊榮華回想紅樓在經營劇場前，是經營茶館。上海商人看上八角堂寬闊的空間，因此租為演藝廳。除說書、傳統劇外，有張宜宜與朱培聲表演滑稽戲、章翠鳳奏大鼓、高欣伯變魔術等。
1949年3月14日，滬園劇場開幕。由出身上海戲校的武生張正忠作京劇班子，演員有邵鳴皋等，但門票欠佳。當時有仿效上海的群芳會模式，以女子作京戲清唱。
京戲清唱表演前，茶房按觀眾人數計算，每位香茗一壺，茶資亦即為票價。表演時，在舞台中央設置半桌，桌子左右，放有檯燈，一把小茶壺，以供演唱者飲用。每位歌女在出場前，由撿場人懸掛繡有演唱人姓名之桌圍，使觀眾一目了然。這批女子來源各有不同，有些是長三堂子中的紅倌人，亦有來自家庭或風月場。她們除對京劇須有極深造詣外，美貌亦頗重要。當場面人員打過「沖頭」，在緊密之「使鞭」聲中，演唱者登場唱上一二段老生或青衣或花臉等京劇，末了再以整齣化裝京劇作為結束。她們大宗收入全靠著點戲，觀眾們心目中各有所捧的對象，點戲越多，越顯有氣派，有些巨商富賈為爭面子而引起衝突。但不論觀眾點戲多少，演唱者象徵性地唱上一段即算交差，歌女們與劇場三七分賬。
1953年間，馬繼良與有地頭勢力的陳惠文合租，邀請各路人馬駐地演出。管理場務的楊榮華說是該年開始演起越劇。當時最著名的劇團是越風、慈光，名角兒則為名為「喇叭花」的花旦，不但場場客滿、黃牛票盛行，而且還有人露宿排隊。邵鳴皋回憶，越劇有吳燕麗、喇叭花、葛少華、朱鳳卿等人，常常客滿，其中以《淚灑相思地》最紅，連他這位作小花臉的京劇演員都都愛看。那時，臺灣的達官貴人喜歡來紅樓看越劇，包括總統蔣中正都欣賞。有一名上海來臺灣的二十多歲已婚的女戲迷，在1953年因常來看越劇，之後與劇場的男茶房私奔，而鬧上新聞。
1959年4月，以落子戲知名、王淑芬領導的孔雀評劇團在改名「紅樓戲院」的此地連演十天，極獲外省人仕欣賞。

##### 紅樓書場
1951年9月，八角樓開設紅樓書場。原在螢橋演出的吳兆南、魏龍豪便來到紅樓書場，搭檔的有趙如明、張麗珠、侯瑞亭、王敬宇等。
曾任上將的劉峙常會帶家眷、副官來聽相聲，聽到相同的段子就不耐就會嗓門大吼抱怨，吳兆南、魏龍豪就得趕緊換段子。紅樓書場有百來個座位，以茶票作戲票。一次劉峙見到人客全滿，沒位置的他便用手杖把桌面上的茶杯全掃到地上，然後對茶房說這樣就算沒人了吧？劉峙看到像是侯寶全的相聲過癮時，會叫好叫個不停。

##### 紅樓歌場
依楊榮華記憶，約1951年紅樓開始有歌廳。依教授闕明德對涂敏恆口述，雖說紅樓早期就開始有唱歌表演，但流行國語歌卻是從螢橋開始，1955年螢橋經營的歌場老闆們，覺得露天受天氣限制，便往中華路、成都路、衡陽路一帶開設室內的歌場，如蓮園、康樂、自由之音、京都。原在螢橋受歡迎的霜華和雪華姊妹，到紅樓歌廳演唱時，還有著名的關華石大樂團伴奏，相得益彰。闕明德稱讚這對姊妹是金嗓銀喉，霜華的《昭君怨》迴腸蕩氣、雪華的藝術歌曲也是別樹一格。碧雲天歌廳在紅樓經營時的歌星，除她們外，還有敏華、高梅影等紅牌。臺視開播後，臺北市的歌廳衰退。

##### 紅樓戲院

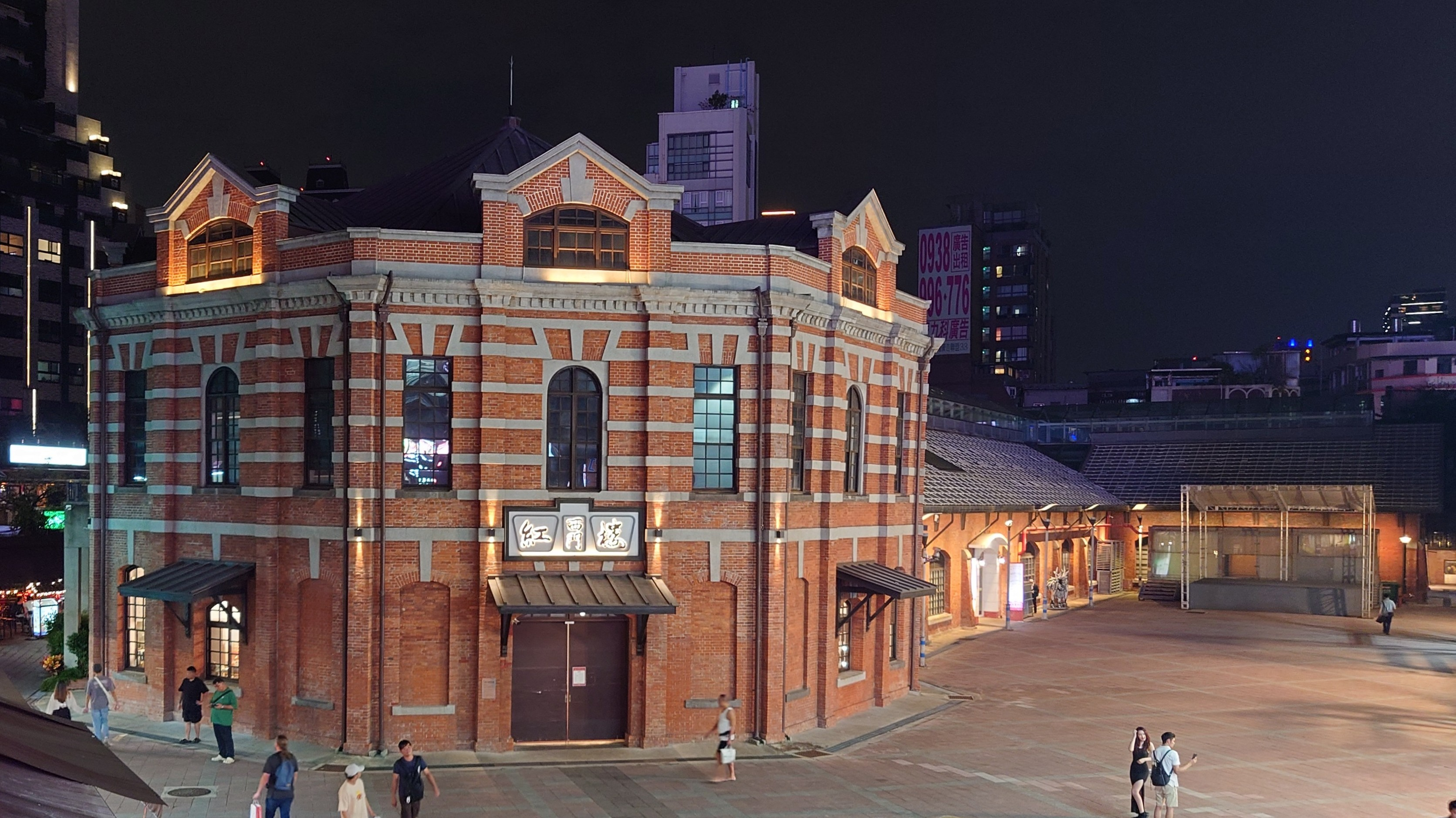
西門紅樓夜景

蔣中正去世後越劇的風光便衰退，原先越劇演員楊榮華、陳成菊留下擔任戲院工作人員。1958年紅樓改成戲院。收集電影文物的影劇記者黃仁表示，他在紅樓結識許多老演員，走進紅樓就像走進台灣最蓬勃時的電影歲月。
《江山美人》在紅樓上映之後，紅樓劇院從西片改映國片，為西門町電影街聚落的先鋒。中華商場竣工之後，西門町商業活動更加繁華。紅樓戲院曾達六百個座位。在獅子林新光商業大樓各大戲院興起後，紅樓開始沒落。1976年起，紅樓戲院開始放映二輪的外國電影，片子都是和東南亞戲院一起向片商批的。對該年代的台北學子來說，紅樓戲院與新南陽、東南亞戲院他們一睹西洋名片的三家二輪影院。
作為三級片戲院時，由片商張紹典承租，上映臺灣與香港的色情片。戲院曾聯合其他播放限制級國片的業者自組成院線，以增加市場銷售。紅樓戲院當時播放的臺灣色情片，除了一房三廳一床內景外，大部分外景只出到林口，而男女主角大部分找在牛肉場作秀的小牌明星。
因紅樓與新公園離得不遠，同時也是同志活動的熱門地點。在紅樓作為戲院，座位上開始有男同性戀者活動並當作聯絡地點後，戲院生意就逐漸清淡下來。曾發生有男學生單獨來此看電影時，吸了鄰座男子請客的煙後，突然渾身無力而被猥褻。對於一些人會常常繪聲繪影描述男同性戀者在這戲院的行為，經理楊榮華並不否認，他說確實嚇得許多觀眾不敢來看電影，他進去抓了幾次。警方也會來此臨檢，以公然猥褻的罪名抓男同性戀。
國家電影資料館曾在約1991年有意承租，以作為放映實驗性等非商業電影的場所，卻因租金過高而作罷。

#### 十字樓
1947年，國民政府接收後，西門市場附近成為臺灣商人的集散地，一旁的餐廳也成為中國菜的食堂。負責管理西門市場的市政府特派員林鼎寧解說，此地最風光的年代是民國四十年到六十年間，除供應附近所需外，聞名而來的餐除業者與家庭主婦如過江之鯽，每天市場擠滿，在民國五十年代更以整排的火鍋店而名噪一時。
十字樓旁竹造露店在戰後曾被改造為木造半樓，稱為「半樓女子」的風塵女子看見客人上樓，就會跪在榻榻米上倒茶送毛巾，便開始性服務。1952年，一名十四歲的天津少女因被逼流落風塵，倒臥在紅樓歌場，而上了新聞。
對1961到1970年生的臺北市人，到西門市場的杏福鮮花店買花送人是他們讀書時的回憶。1990年時，此店已經營四十二年，以老店與口碑知名臺北市。第三代經營人黃永銓見到在1997年紅樓戲院歇業，為保留當時歷史，便成立文史工作室，結合文史愛好者，對遊客解說西門町的歷史。

### 文資保護
臺北市政府於1956年就有收回紅樓八角樓的計畫，但1962年市府官司敗訴。市府在1960年也有將十字樓拆除改曾九層巨廈的計畫，不過攤商一致不想先繳預繳租金。1980年，市政府計畫將包括紅樓與周圍店舖的西門市場拆除後標售土地，市價預估每坪達六十萬元，加六成做標售底價為七億餘元，預估可標售二十億元。為未來興建臺北捷運，1986年，市政府工務局都市計畫處「忠孝西路、中華路、長沙街、環河南路所圍地區的都市計畫細部檢討案」，擬定拆除紅樓與周邊後興建大樓，同時在地下室興建超過峨嵋街停車場規模，高達七百多個停車位的停車場。

#### 八角樓
1994年11月27日，由樂山文教基金會主辦以保存紅樓戲院為訴求重點的「紅樓夢、西門情」藝文活動，在紅樓門前馬路舉行。當天早上，林衡道、王世榕、楊念祖等人於紅樓內演講，為這棟具有八十六年歷史的古蹟建築做講古溯源。下午活動則以戶外演出為主，有那卡西、改編客家歌曲、魯凱族原住民歌謠的演唱，林文彬的傳統說唱，以及臨界點劇象錄、魔斯拉、工人綜藝歌舞團的小劇場演出。臺北市政府都市發展局局長蔡定芳也在表演中登台，表示該建物在台灣電影展史佔重要角色，為保留台灣文化、電影的重要據點，故市府決定保留絕不拆除。
1996年2月27日，台北市長陳水扁表示西門紅樓十分有保存價值，市府將待紅樓戲院該年6月到期後收回重新規劃。6月5日，都市發展局邀集專家學者會診再利用規劃，受委託單位提出的構想是保留外牆的意象，中間則挖空增建地下二層的環形開放劇場，形成該地區的文化廣場地標。對此八角樓內的攤商們抗拒不搬，是希望依照大安森林公園拆遷戶標準每戶搬遷補助費三百萬元，設有戶籍的比照中華商場拆遷戶另依人口補助，每口十萬元，並在新市場建立前每月每戶再加補助房租四倍價錢的生活補助費。
1997年1月31日市府召開評鑑會議討論八角樓部分列為古蹟事宜後，獲行政院通過。為避免之前國立臺灣博物館整修時的古蹟破壞，市府委由李乾朗在同年6月中旬到7月對紅樓進行測繪。1998年6月9日，由建築師楊仁江負責的八角樓修護工程開始作業。此次修復將原先幾乎都被紅磚、舊鐵板堵死的窗戶也已恢復原狀。排水管原有十六線，修復後變成八線，且排水孔太小，造成屋頂曾嚴重漏水，機具受到損壞。

#### 十字樓
1998年7月31日，民政局長李逸洋會勘西門市場時，學者們指出十字樓保存完好，也有必要列入古蹟保存。8月26日，民政局古蹟鑑定審查會，學者一致認為十字市場與主入口的八角樓原為兩位一體，以幾何形式結合頗具特色，建議十字樓納入西門紅樓古蹟範圍。但盼望改造西門市場的攤商，對十字樓列為古蹟是反對立場。
2000年7月22日凌晨，西門市場大火，十字樓與三千坪、兩百多個攤位在一個半小時內付之一炬。8月10日，議員王世堅懷疑這有陰謀，指出消防工程於去年9月17日完工，市管處並依合約撥給包商工程款，但卻遲遲未辦理驗收，讓早已完工的消防設備閒置將近一年，以致西門市場大火時，消防設備系統不能發揮作用。2001年4月5日，負責修復十字樓的建築師許伯元表示，他將會以回復設計之初的十字樓為目標。5月3日拆除十字樓與增生的零固攤等，留下原有的紅磚建築骨架。
2001年8月26日舉行修復整建工程開工典禮，市長馬英九主持。施工時碰到材質較不易掌握等問題，使得市場管理處只好變更設計，原定2002年7月完工日期也因此一延再延。巿場管理處表示，平面上仍延續原十字樓風貌，為因應現代需求，垂直增建為二層樓高，屋頂鑲以玻璃，局部開挖地下室，做為水電、消防等機電空間。2002年7月26日，馬英九前來現場實際了解施工情形，要求建設局於10月底完工，11月開始營業。因仿造美國昆西市場設計為玻璃帷幕，造成日後與建成圓環一樣面臨散熱不易。十多年後仿效國外玻璃屋的十字樓屋頂依然未改，使得2018年5月3日王鴻薇、吳世正、王威中、厲耿桂芳等議員要求文化局局長鍾永豐改掉。

### 資產活化
修復後，西門紅樓主管單位曾分二個，市場處負責十字樓和南北廣場，文化局主管古蹟紅樓。因各行其事，規畫步調不一，造成經營問題。

#### 八角樓

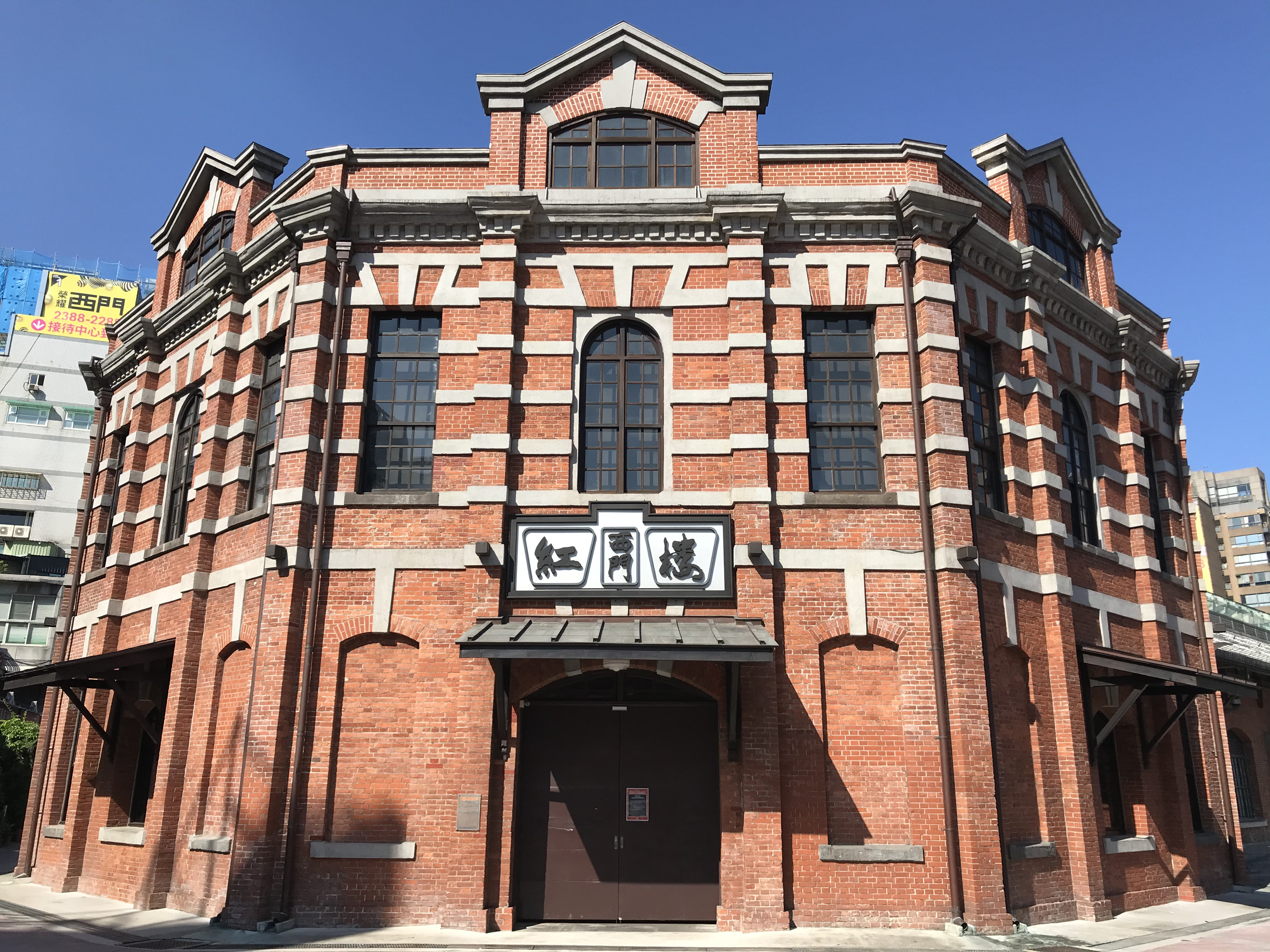
八角樓正面

1996年1月12日，面對台北的同性戀圈爭取在二二八公園一側的人事行政局辦公房舍規劃成一個同性戀俱樂部，傳出時任市府都發局局長的張景森想比照國外同性戀特區用八角樓作同性戀俱樂部。1月31日，同志空間行動陣線與張景森都否認此將八角樓作為同性俱樂部的說法。
1996年5月23日，陳水扁會勘後，敲定紅樓以朝電影博物館方向改造，放映非商業性電影為主。1998年10月18日，舉行紅樓九十周年慶，並有電影博物館展活動，民政局長李逸洋主持。
2002年3月12日，馬英九市府與紙風車劇團簽約，將八角樓委外經營。紙風車劇團執行長李永豐表示，經營將是傳統與現代並重，包括說唱藝術、布袋戲、皮影戲、相聲、舞台劇都會成為固定表演項目，夜間還會有音樂演奏和舞蹈演出，每星期三會提供給國際觀光客欣賞的藝術表演，假日則是兒童劇場，平常時段亦會安排大專戲劇系排練，讓西門紅樓與說唱藝術重回市民生活。
在紙風車基金會的重新規劃下，邀藝術家范姜明道、李良仁、楊雅棠等人，布置裝置藝術。原先訂於2002年6月開幕，但周邊景觀工程四度流標。2002年7月26日開幕時，馬英九率領文化局、建設局、發展局、市場處首長前來與紙風車文教基金會董事長柯一正共同剪綵。紙風車在進駐之初曾遭受附近店家排擠、也被地方角頭盯上。9月1日，建築就遭遇嚴重漏水，二樓表演廳成了水池，讓紙風車抱怨連連。至2003年1月，紙風車團長任建誠透露票房從去年開幕就不佳，平均單場票房不到五十張。紙風車在2002年10月於一樓賣起傳統餐飲小吃、2003年6月於二樓開設李良仁設計的茶館。

#### 十字樓

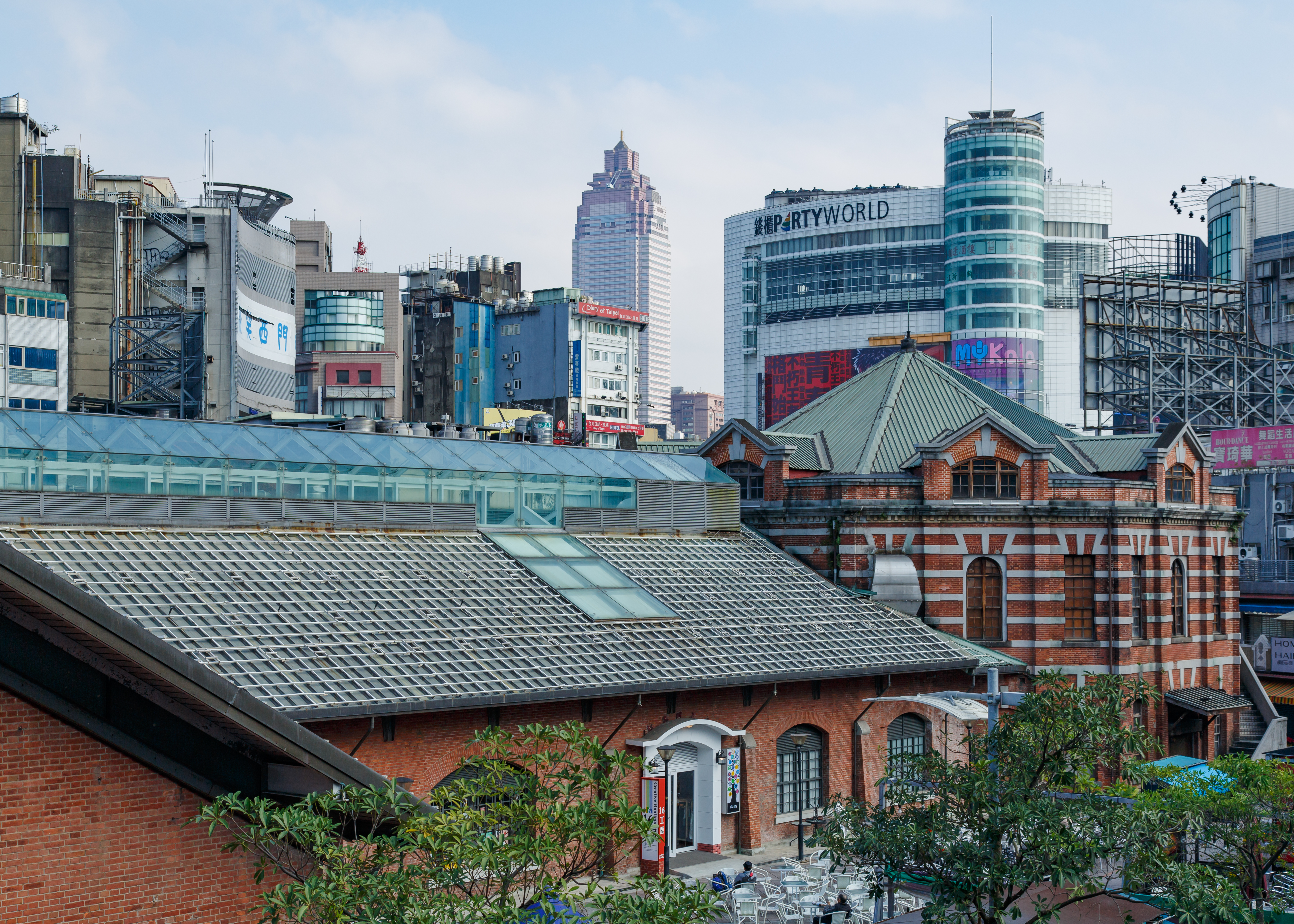
西門紅樓十字樓

整修翻新後於2003年7月3日上午展開試賣，共有六十七個攤位完成進駐。
在市府建設局協調六十七位攤商下，2004年10月24日，十字樓以「一七七時尚美食館」之名重新開張。一樓提供餐飲，二樓則經營買賣牛仔褲、球鞋等百貨精品。當天，台北市市場管理處處長徐漢雄表示西門市場已完全更新開幕，結合傳統建築、紅樓文化，與十字樓的美食、活力，定可帶動西門町再起飛。
然而，經營兩年不見起色，攤商曾突發奇想擬將二樓轉租給賭博電玩業者，但被市場處與警方聯手擋下。一名曾在十字樓賣青島水煎包的業者抱怨，新建物仿效歐美建築風格，無騎樓，夏熱冬冷，隔間設計也不對，沒有窗戶可通風，直接面對日晒，做吃食超悶熱，也無法裝冷氣。2007年初時，建成圓環、西門市場和龍山寺地下街商場的攤商都已經營失敗，處於閒置狀態。2007年1月12日，市長郝龍斌繼巡視改建失敗的建成圓環、龍山寺地下街商場後，來十字樓聽攤商陳情。之後，是靠同性戀社群進駐，營造異國風情的音樂酒吧，讓南廣場成為同性戀聚落處，才有起色。

### 目前使用

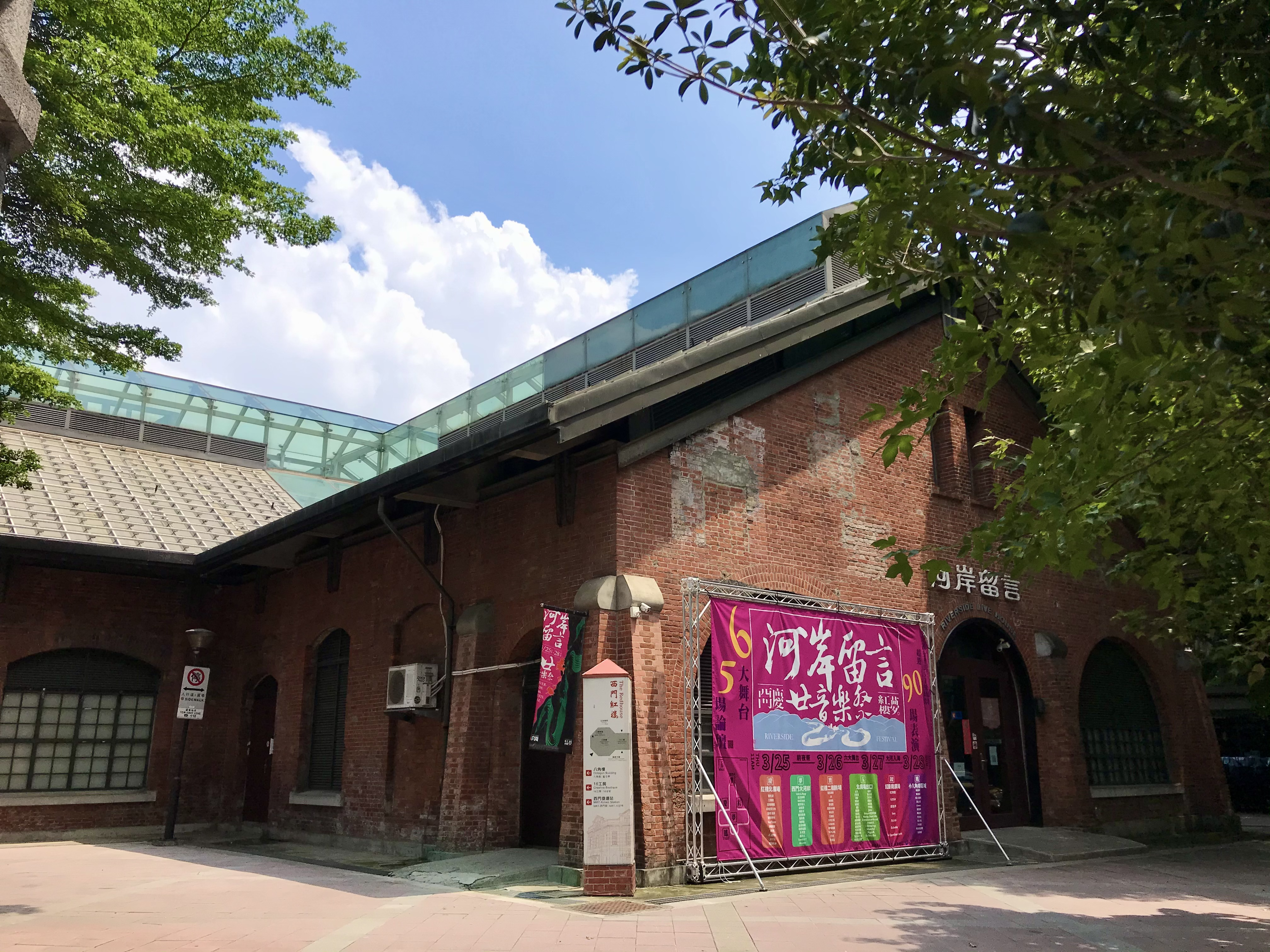
西門紅樓十字樓正門口

2008年，紙風車的合約到期，八角樓與十字樓都已改由臺北市文化基金會經營管理，改將八角樓一樓為綜合展覽與餐飲、賣場，八角樓二樓為劇場，十字樓作文創場地。當年8月28日，十字樓作為河岸留言的演唱場地開幕，有三百坪空間、五百個座位。十字樓前半段空間命名成「創意16工房」，第一期通過評選的進駐品牌包括Betal Nut、0416、玩樂高興古董小鋪、Geogia Tsao、美果、Cubbish、根號五＋美味星球、非洲洋嘎＋林順春、P714、勞委會、璃想國度、悅兒、頑石創意及奇距翼堂。2016年1月5日，創意16工房改裝潢後再開幕，有廿三家店鋪、四十七個中型台灣文創品牌進駐。
2016年8月8日再進行八角樓修復，2018年3月1日整修完畢開幕。
2022年10月29日臺灣同志遊行「照亮路權、平等向前」，選擇在西門紅樓開始遊行。

## 外部連結
- 官方网站
- 西門紅樓的Facebook專頁
- YouTube上的西門紅樓頻道